# Jørgen Røjel
Jørgen Røjel f. Rasmussen (22. juni 1916 i Brønshøj – 24. april 2007 i Fredericia) var en dansk overlæge, dr.med., modstandsmand og forfatter.

## Liv og karriere
Jørgen Røjel blev født som den yngste af en børneflok på fem. Forældrene var kommunelærer Johannes Frederik Peter Rasmussen og Caroline, der blev gift i 1908. De fik i 1926 navnet Røjel efter faderens ansøgning.
Han markerede sig som en dygtig læge og en kompromisløs debattør med konservative holdninger. Jørgen Røjel blev kendt for sin indsats i modstandskampen under besættelsen og senere som debattør og forfatter. Under 2. verdenskrig blev han dødsdømt in absentia efter sprængningerne af broerne ved Langå, og han flygtede til Sverige. Senere kom han tilbage for at genoptage kampen, blev arresteret og interneret i Frøslevlejren. Efter krigen fik Røjel en fornem karriere i lægeverdenen.
Røjel blev i 1953 dr. med. og tiltrådte i 1958 en stilling som overlæge på Fredericia Sygehus. Han var Ridder af Dannebrog.
Han boede i Trelde og var kendt for at løbe til arbejde. Hans konservative holdninger kom også til udtryk på Fredericia Sygehus' hjerteafdeling, hvor han ikke ville behandle patienter, som var rygere. Endvidere var han med til at etablere Hjerteforeningens motionsklub i Fredericia, som i 2001 blev til MK01 efter en arvestrid.